# Покровский, Алексей Тимофеевич
 Алексе́й Ти́мофеевич Покро́вский  (1808—? ) — преподаватель естественных наук в Казанском университете.

## Биография
Покровский родился в 1808 г. в семье чиновника. Окончил курс Казанской гимназии в 1820 году. 28-го июня 1823 года он поступил в Казанский Университет, из которого вышел 28-го июня 1826 года со степенью кандидата, после чего определился учителем средних классов Казанской Гимназии, с прикомандированием к Педагогическому Институту, состоявшему при Университете. 13-го октября 1827 года А. Т. Петровский был назначен репетитором лекции по химии, читавшихся профессором А. Я. Купфером. В мае 1828 года он был отправлен в Санкт-Петербург, с целью дальнейшей командировки в Дерпт и за границу, однако не выдержал положенного испытания, в связи с чем и был возвращен в Казань. 
С 29-го ноября 1830 года Покровский заведовал минералогическим кабинетом Казанского Университета. С 6-го сентября 1830 года до 1884 года он читал студентам лекции минералогии и кристаллографии (за отсутствием профессора Купфера). С 4-го февраля 1831 года состоял старшим учителем Казанской гимназии, в 1831—1838 годах преподавал, по поручению Совета, минералогию, зоологию и ботанику в Педагогическом Институте. 
9 января 1884 года Покровский был уволен по прошению от службы; в 1839 г. он безуспешно хлопотал об издании исполненного им перевода сочинения профессора Купфера по кристаллографии.